# Grande mandamento

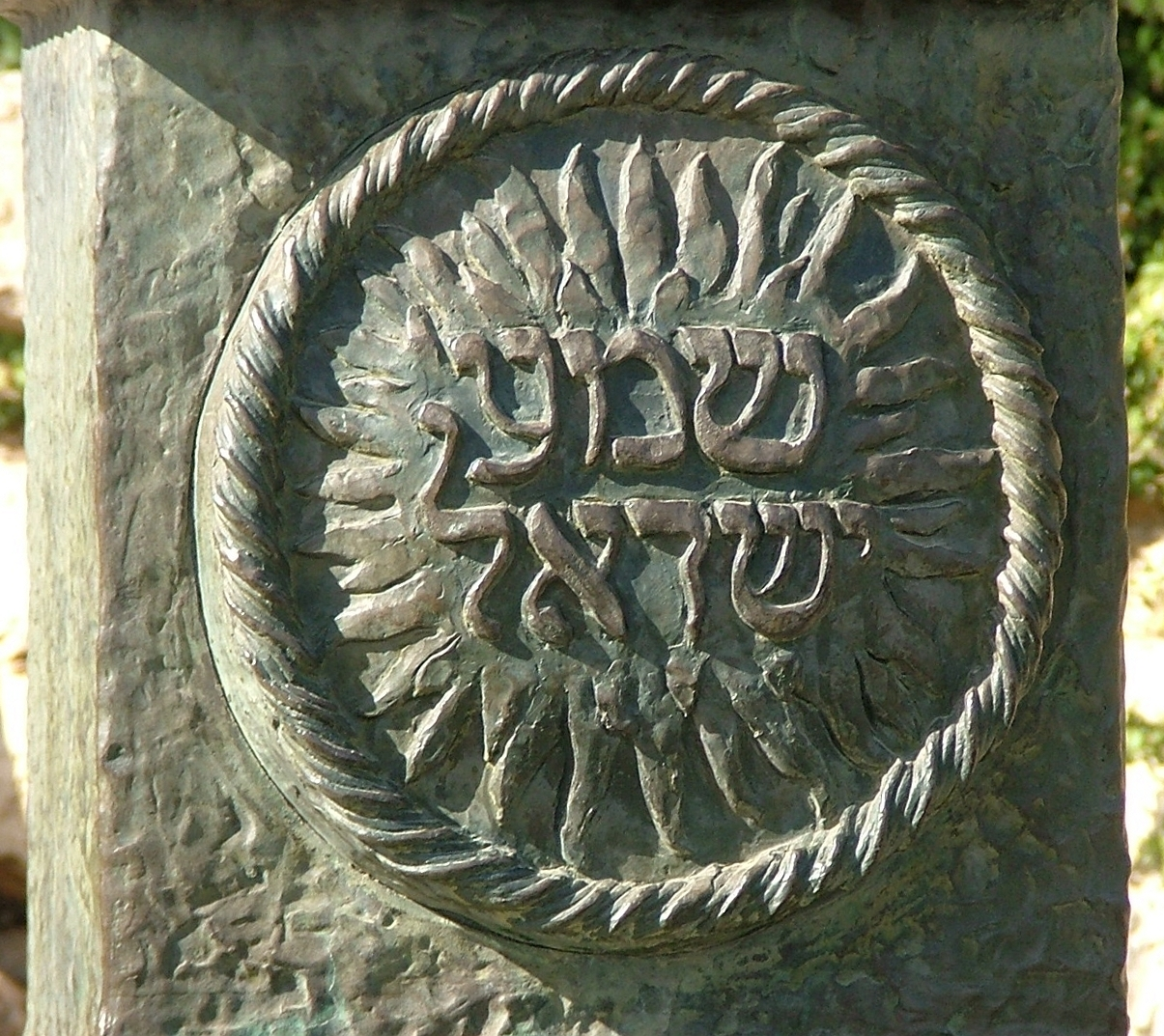
Shemá Israel ("Ouve, ó Israel!"), primeira parte do trecho do Antigo Testamento no qual Jesus se baseou quando ensinou seu Grande Mandamento.
Gravação em bronze no menorá do Knesset, em Israel.

Grande mandamento é um termo utilizado no Novo Testamento para descrever o primeiro dos dois mandamentos citados por Jesus em Mateus 22 (Mateus 22:35–40) e Marcos 12 (Marcos 12:28–34). Os dois são paráfrases de passagens do Antigo Testamento e são considerados muito importantes para o desenvolvimento da moderna ética cristã.
Em Mateus, quando perguntado «qual é o grande mandamento da Lei?» (Mateus 22:36), a resposta de Jesus foi: "Amarás ao Senhor teu Deus de todo o teu coração, de toda a tua alma e de todo o teu entendimento", uma referência à Shemá Israel («Ouça, ó Israel: O Senhor, o nosso Deus, é o único Senhor. Ame o Senhor, o seu Deus, de todo o seu coração, de toda a sua alma e de todas as suas forças.» (Deuteronômio 6:4-5), antes de proclamar também o segundo mandamento, «Amarás ao teu próximo como a ti mesmo» (Mateus 22:39) (uma referência a «amarás o teu próximo como a ti mesmo» (Levítico 19:18). A maior parte das denominações cristãs considera estes dois mandamentos como o ponto central da religião cristã.

## Ama teu Deus
Matthew Henry resume a questão do que é o grande mandamento:
| “ | Foi uma questão disputada entre os críticos da Lei. Alguns queriam que a circuncisão fosse um grande mandamento, outros, o sabá, outros, os sacrifícios, cada um de acordo com o que lhes afetasse mais e com aquilo que consideravam mais digno de zêlo; agora testariam o que Cristo responderia a esta questão, esperando inflamar o povo contra ele se ele não respondesse em acordo com a opinião popular; e, se ele realçasse a magnitude de um mandamento, eles o acusariam de estar vilificando os demais | ” |
|   | — Matthew Henry, Comentário sobre a Bíblia. |   |

## Ama teu próximo
A segunda parte da resposta de Jesus é considerada como sendo uma paráfrase do mais antigo texto conhecido da Regra de Ouro (c. 1300 a.C.), que depois seria atribuída a Jesus Cristo e, "por vezes reivindicada pelo cristianismo como sua", embora o próprio Jesus a utilize para sumarizar a lição da Bíblia judaica: "Faça aos outros o que espera que eles lhe façam. Este é o significado da Lei de Moisés e dos ensinamentos dos profetas".